# Попов, Владимир Иванович (генерал-полковник)
Владимир Иванович Попов (род. 24 декабря 1949, Троицк, Челябинская область) — советский и российский военачальник. Генерал-полковник (10 декабря 2002). Кандидат военных наук (2003). Доцент (2004). Участник боевых действий на Северном Кавказе.

## Биография
Окончил среднюю школу № 39 в Троицке (1967).
В Советской Армии с 1967 года. Окончил Челябинское высшее танковое командное училище имени 50-летия Великого Октября в 1971 году. В 1971—1975 годах служил в Группе Советских войск в Германии: командир танкового взвода, командир танковой роты, начальник штаба отдельного танкового батальона.
Окончил Военную академию бронетанковых войск имени Маршала Советского Союза Р. Я. Малиновского в 1978 году. В 1978—1989 годах служил в Дальневосточном военном округе: командир танкового батальона, начальник штаба мотострелкового полка, командир пулемётно-артиллерийского полка, начальник штаба мотострелковой дивизии, командир мотострелковой дивизии. В 1988 году присвоено воинское звание «генерал-майор». В 1989 году направлен на учёбу.
Окончил Военную академию Генерального штаба Вооружённых Сил СССР имени К. Е. Ворошилова с отличием в 1991 году. С 1991 года был первым заместителем командующего 2-й гвардейской танковой армией в Западной группе войск. С июня 1992 года — командующий 2-й гвардейской танковой армией, руководил её выводом из Германии в Приволжский военный округ. Генерал-лейтенант (1992). С августа 1994 года — первый заместитель командующего войсками Приволжского военного округа.
Участник первой чеченской войны: в 1995 году командовал Юго-Восточной группировкой войск в ходе контртеррористической операции в Чеченской Республике. Участник второй чеченской войны: в 1999 году был начальником оперативной группы по формированию чеченской милиции, принимал участие в антитеррористической операции на Северном Кавказе. В 2001 году находился в командировке в зоне боевых действий в Афганистане, где был начальником оперативной группы Российской Федерации по организации взаимодействия и обеспечения боевых действий Северного альянса в ходе операции Международных коалиционных сил содействия безопасности против движения Талибан в Афганистане.
С ноября 2001 года — заместитель главнокомандующего Сухопутными войсками. В сентябре 2002 назначен начальником Общевойсковой академии Вооружённых Сил Российской Федерации. В мае 2004 руководил первыми российско-американскими командно-штабными учениями «Торгау-2004».
В декабре 2009 года освобождён от должности начальника академии и уволен в запас по возрасту. Проживает в Москве.

## Награды
- Орден Мужества (1995),
- Орден «За военные заслуги» (2000),
- Орден «За службу Родине в Вооружённых Силах СССР» III степени (1985),
- Медали СССР,
- Медали РФ,
- Иностранные награды,
- Именное огнестрельное оружие.